# Alejandro Osorio (ciclista)
Alejandro Osorio Carvajal (El Carmen de Viboral, Antioquia, 28 de mayo de 1998) es un ciclista profesional colombiano. Desde 2025 corre para el equipo colombiano Orgullo Paisa de categoría Continental.
Es hermano del también ciclista Frank Osorio.

## Palmarés
2018
- 1 etapa del Giro Ciclistico d'Italia

2024
- 1 etapa de la Vuelta al Táchira
- Campeonato de Colombia en Ruta
- 1 etapa del Tour Colombia
- 3 etapas de la Vuelta a Colombia
- 1 etapa de la Vuelta a Guatemala

2025
- 1 etapa de la Vuelta a Colombia

## Equipos
- GW Shimano (2017-2018)
- Nippo-Vini Fantini-Faizanè[1] (2019)
- Caja Rural-Seguros RGA[2] (2020-2021)
- Team Bahrain Victorious[3] (2022)[n 1][4]
- GW Shimano-Sidermec (2023)
- GW Erco Shimano (2024)
- Orgullo Paisa (2025-)